# CYP3A43
CYP3A43‏ (Cytochrome P450 family 3 subfamily A member 43) هوَ بروتين يُشَفر بواسطة جين CYP3A43 في الإنسان.
يشفر هذا الجين عضوًا من عائلة إنزيمات السيتوكروم بي 450. وبروتينات السيتوكروم بي 450 عبارة عن أكسيجيناز أحادية تحفز العديد من التفاعلات التي تشارك في استقلاب الأدوية وتخليق الكوليسترول والستيرويدات والدهون الأخرى. يتمتع هذا الإنزيم بمستوى منخفض من نشاط هيدروكسيلاز التستوستيرون. على الرغم من أنه يحمل تشابهًا مع بعض إنزيمات السيتوكروم بي 450 التي تستقلب الأدوية، فمن غير المعروف ما إذا كان الإنزيم يشارك أيضًا في استقلاب المواد الغريبة. هذا الجين جزء من مجموعة من جينات السيتوكروم بي 450 على الكروموسوم 7q21.1. يؤدي الوصل المتبادل لهذا الجين إلى ثلاثة متغيرات من النسخ تشفر أشكالًا متماثلة مختلفة.